# Deniz Khazaniuk
Deniz Khazaniuk (* 24. Oktober 1994) ist eine israelische Tennisspielerin.

## Karriere
Khazaniuk spielt hauptsächlich Turniere auf dem ITF Women’s Circuit, bei denen sie bislang 21 Titel im Einzel und drei im Doppel gewinnen konnte.
In der deutschen Bundesliga spielte sie 2015 für den Zweitligisten LTTC Rot-Weiß Berlin. Im Februar 2017 gab sie ihr Debüt für die israelische Fed-Cup-Mannschaft; von ihren ersten vier Partien konnte sie zwei gewinnen.
2017 spielte sie erstmals für die Israelische Fed-Cup-Mannschaft; ihre Fed-Cup-Bilanz weist bislang zwei Siege bei zwei Niederlagen aus.
Ihr bislang letztes internationales Turnier spielte Khazaniuk im März 2020. Sie wird daher nicht mehr in der Weltrangliste geführt.

## Turniersiege

### Einzel
| Nr. | Datum              | Turnier          | Kategorie   | Belag     | Finalgegnerin          | Ergebnis         |
| --- | ------------------ | ---------------- | ----------- | --------- | ---------------------- | ---------------- |
| 1.  | 11. September 2011 | Mytilini         | ITF $10.000 | Hartplatz | Ofri Lankri            | 6:4, 7:5         |
| 2.  | 24. September 2011 | Athen            | ITF $10.000 | Sand      | Maria Sakkari          | 1:6, 6:3, 6:3    |
| 3.  | 19. August 2012    | Westende         | ITF $10.000 | Hartplatz | Irina Ramialison       | 6:4, 2:6, 7:65   |
| 4.  | 27. April 2013     | Aschkelon        | ITF $10.000 | Hartplatz | Xenija Kirillowa       | 6:4, 6:1         |
| 5.  | 4. Mai 2013        | Aschkelon        | ITF $10.000 | Hartplatz | Xenija Kirillowa       | 6:2, 7:5         |
| 6.  | 12. Mai 2013       | Ramat haScharon  | ITF $10.000 | Hartplatz | Ekaterina Tour         | 6:3, 6:3         |
| 7.  | 1. Juni 2013       | Ra’anana         | ITF $10.000 | Hartplatz | Ester Masuri           | 6:1, 6:1         |
| 8.  | 9. Juni 2013       | Herzlia          | ITF $10.000 | Hartplatz | Keren Shlomo           | 6:1, 6:4         |
| 9.  | 25. August 2013    | Wanfercée-Baulet | ITF $10.000 | Sand      | Oleksandra Koraschwili | 6:3, 7:66        |
| 10. | 16. März 2014      | Iraklio          | ITF $10.000 | Hartplatz | Alix Collombon         | 7:64, 6:3        |
| 11. | 16. Mai 2015       | Akkon            | ITF $10.000 | Hartplatz | Ofri Lankri            | 6:1, 6:3         |
| 12. | 24. Mai 2015       | Netanja          | ITF $10.000 | Hartplatz | Ofri Lankri            | 6:4, 6:1         |
| 13. | 13. Juni 2015      | Tel Aviv         | ITF $10.000 | Hartplatz | Ofri Lankri            | 7:5, 6:0         |
| 14. | 5. September 2015  | Kirjat Gat       | ITF $10.000 | Hartplatz | Ana Veselinović        | 6:3, 6:0         |
| 15. | 12. September 2015 | Tiberias         | ITF $10.000 | Hartplatz | Naomi Totka            | 6:0, 7:5         |
| 16. | 5. Dezember 2015   | Tel Aviv         | ITF $10.000 | Hartplatz | Olga Doroschina        | 7:66, 6:3        |
| 17. | 4. Dezember 2016   | Tel Aviv         | ITF $10.000 | Hartplatz | Miriam Kolodziejová    | 7:5, 6:3         |
| 18. | 16. April 2017     | Irapuato         | ITF $25.000 | Hartplatz | Sofja Schuk            | kampflos         |
| 19. | 14. Oktober 2017   | Lagos            | ITF $25.000 | Hartplatz | Conny Perrin           | 4:6, 6:1, 6:3    |
| 20. | 28. Mai 2018       | Osprey           | ITF $25.000 | Sand      | Sophie Chang           | 6:4, 4:6, [10:6] |
| 21. | 19. Mai 2019       | Óbidos           | ITF W25     | Teppich   | Nuria Párrizas Díaz    | 6:1, 2:6, 6:1    |

### Doppel
| Nr. | Datum              | Turnier         | Kategorie   | Belag     | Partnerin        | Finalgegnerinnen                   | Ergebnis           |
| --- | ------------------ | --------------- | ----------- | --------- | ---------------- | ---------------------------------- | ------------------ |
| 1.  | 26. April 2013     | Aschkelon       | ITF $10.000 | Hartplatz | Xenija Kirillowa | Eva Wacanno Alina Wessel           | 6:0, 6:4           |
| 2.  | 21. September 2013 | Antalya         | ITF $10.000 | Hartplatz | Xenija Palkina   | Katharina Lehnert Chantal Škamlová | 6:75, 7:63, [10:8] |
| 3.  | 23. Oktober 2015   | Ramat haScharon | ITF $10.000 | Hartplatz | Corinna Dentoni  | Sean Lodzki Ester Masuri           | 6:2, 6:0           |